# طاقة صعبة الاستخراج
طاقة صعبة الاستخراج (بالإنجليزية: extreme energy)‏ أو (بالإنجليزية: Hard-t-extract energy)‏ هو مصطلح ابتكره على ما يبدو مايكل كلير، أستاذ دراسات السلام والأمن العالمي في كلية هامبشاير، للإشارة إلى مجموعة من طرق استخراج الطاقة الأكثر صعوبة مثل النفط الرملي والنفط الصخري والحفر في المياه العميقة والتصديع الهيدرولي والتعدين في قمم الجبال والتنقيب عن النفط في المنطقة القطبية الشمالية وهيدرات غاز الميثان. والخصائص المحددة لهذه الفئة من طرق استخراج الطاقة هي أنها تتكلف مجهودًا أكبر بكثير في الحصول عليها، كما ينتج عنها عادة مستويات أكبر من الأضرار البيئية.

## المجال
غالبًا ما يطبق هذا المصطلح على طرق استخراج الوقود الأحفوري، ولكنه يستخدم أحيانًا على نطاق أوسع ليشمل مصادر الطاقة الأخرى مثل الوقود الزراعي ومولدات الرياح المدعومة التي تغطي المناطق الريفية والطاقة النووية. وبينما يستخدم هذا المصطلح عادة بمعنى مزدوج للطاقة الصعبة وغير الصعبة، ولكن في الحقيقة يحدد بشكل أكثر صحة نطاق الصعوبة من القليل حتى الكثير. وحيث إن حقيقة استغلال البشر لا زالت مستمرة بوجه عام من خلال استهداف أسهل الطرق أولاً لاستخراج المصادر ثم الاتجاه لما هو أصعب فقط عند عدم كفاية الطرق السهلة، فمن المتوقع أن تصبح طرق استخراج الطاقة أكثر صعوبة بمرور الوقت.

## التقدم التكنولوجي
لقد أتاح التقدم التكنولوجي وكذلك الحاجة للطاقة مصادر جديدة للطاقة. وشهد العقد الماضي تسارعًا ملحوظًا في هذه العملية مع توسعات كبيرة في طرق الاستخراج مثل النفط الرملي والحفر في المياه العميقة وغاز الأردواز.

## ردود الفعل المعادية
في الوقت ذاته، كانت هناك ردة فعل ضد الطاقة النووية، ومولدات الرياح، والطاقة الكهرومائية، والوقود الحيوي بسبب آثارها السلبية على البيئة. والبعض يرجع ذلك إلى ظهور حركة المحافظة على البيئة (المحافظة مقارنة بالحماية) والتوجه العالمي المضاد للتكنولوجيا.